# Franc Derganc (1911–1973)
Franc Derganc, slovenski zdravnik kirurg, * 2. maj 1911, Ljubljana, † 10. maj 1973, Ljubljana.

## Življenje in delo
Po končani gimnaziji v Ljubljani je medicino študiral v Ljubljani, v Zagrebu, v Pragi in v Beogradu, kjer je leta 1935 diplomiral. Do leta 1942 je delal na kirurškem oddelku ljubljanske bolnišnice. Zaradi sodelovanja z OF je bil v letih 1942−1944 zaprt, po izpustitvi iz zapora je odšel na osvobojeno ozemlje, kjer je bil kirurg. Po osvoboditvi je do leta 1947 delal na ortopediji v Ljubljani, do 1952 v bolnišnici za osteoartikularno tuberkulozo v Šempetru pri Gorici in do leta 1962 za predšolsko invalidno mladino na Stari Gori pri Novi Gorici. Od 1957-1968 je bil redni profesor za osnove fizikalne medicine in rehabilitacijo na Medicinski fakulteti v Ljubljani. Objavil je več skript in 43 znanstvenih razprav.